# Superbike

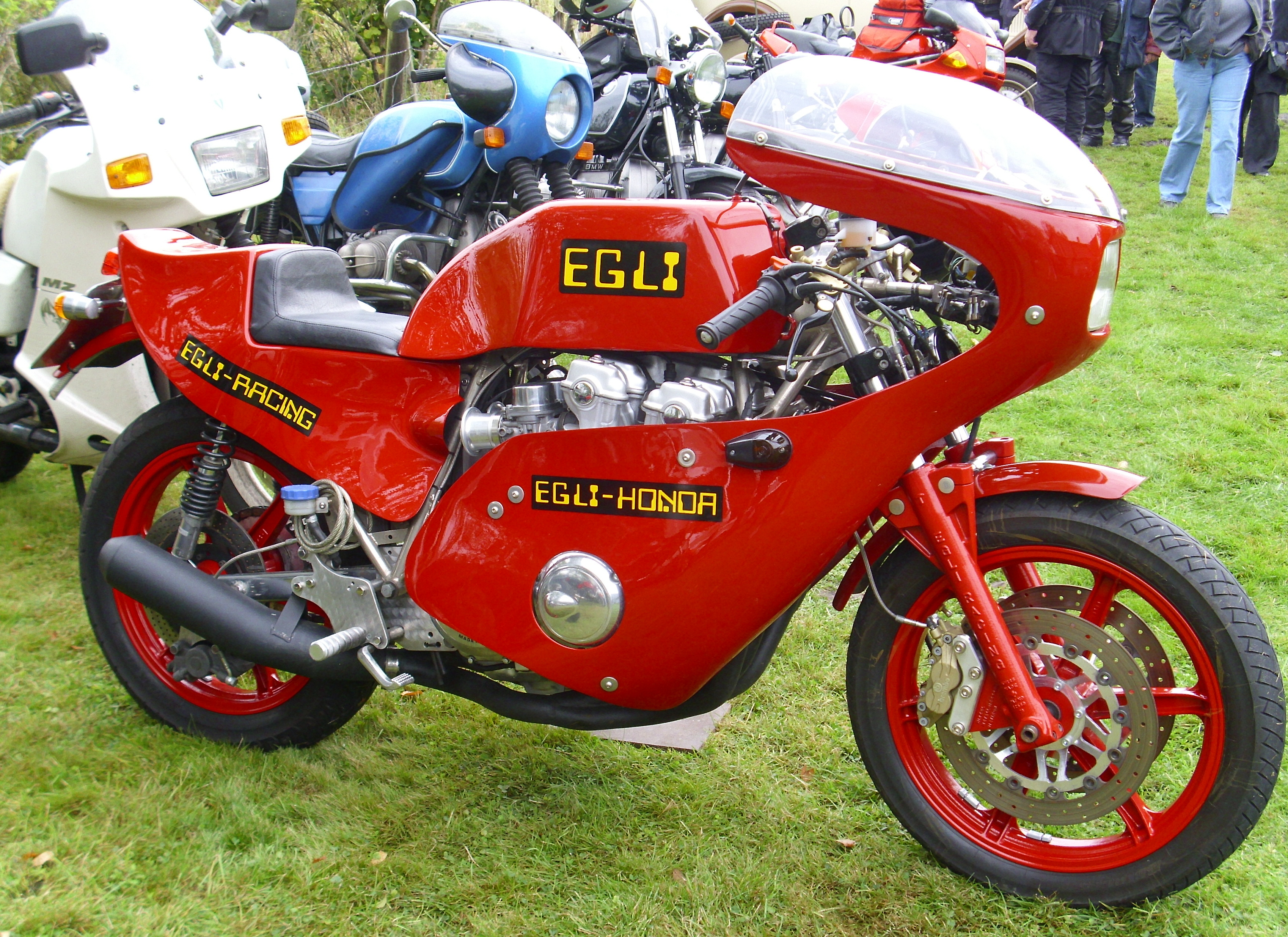
Egli-Honda (Honda CB 750 Four), eines der ersten Superbikes

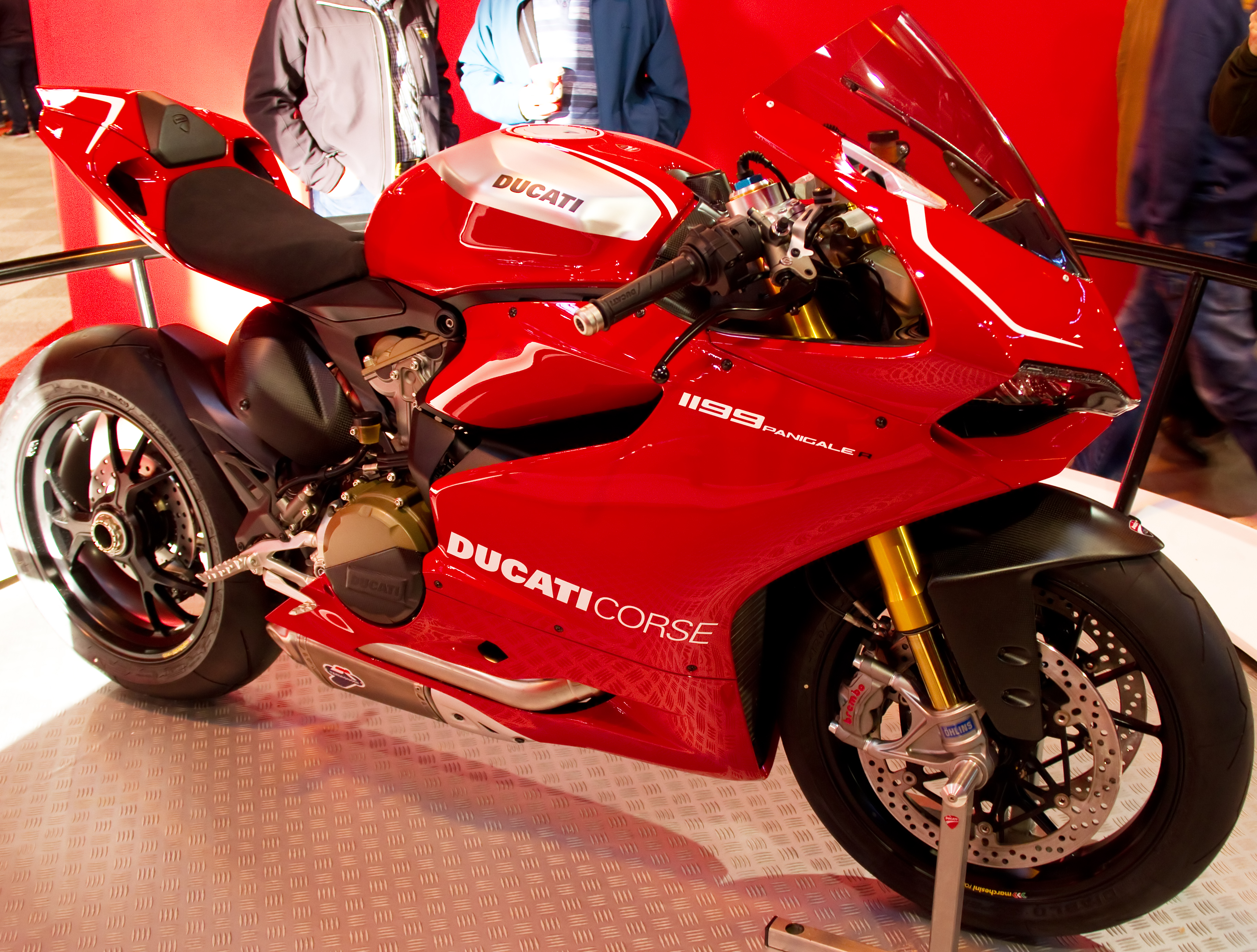
Ducati 1199 Panigale R

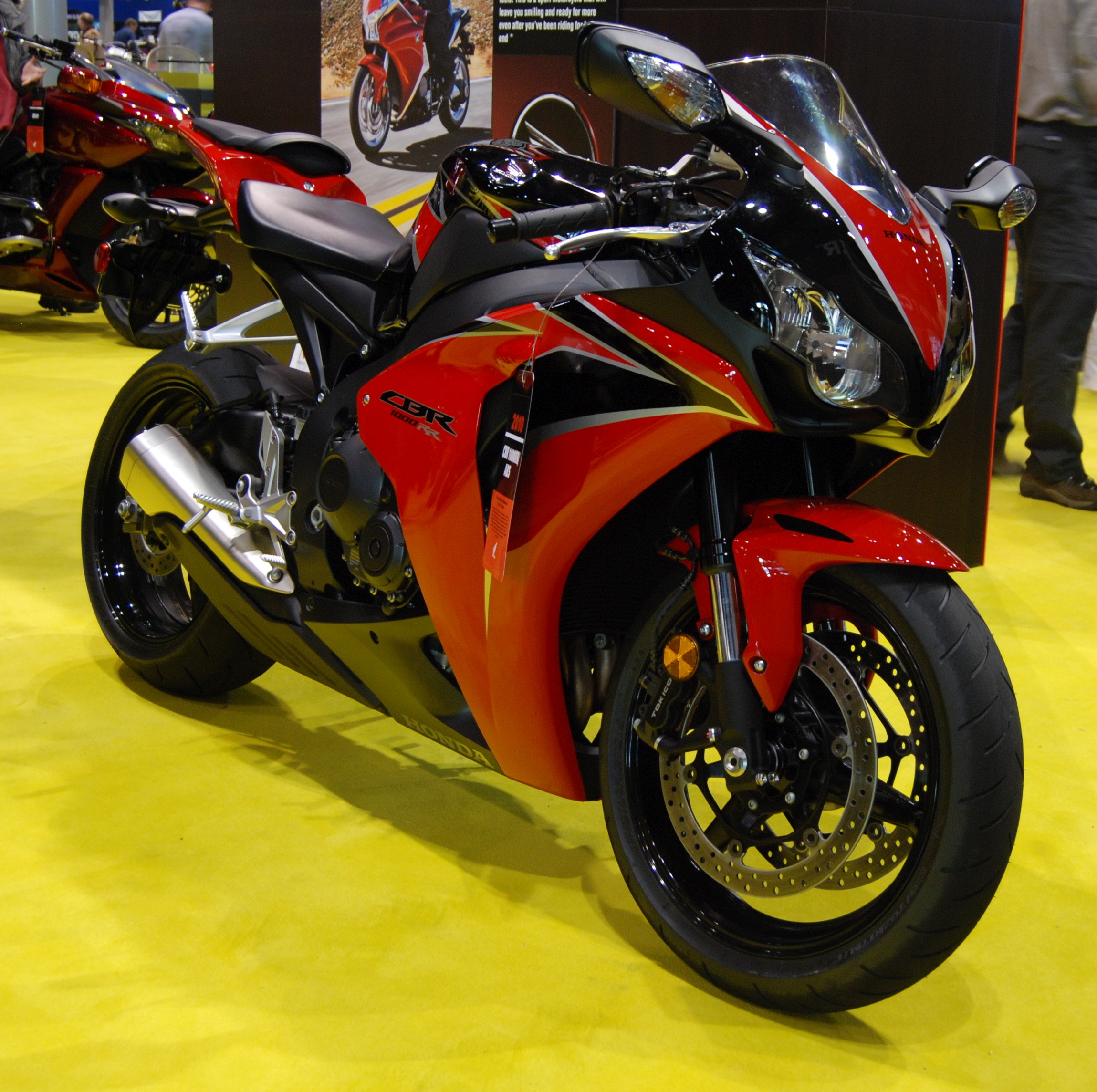
Honda CBR 1000 RR Fireblade

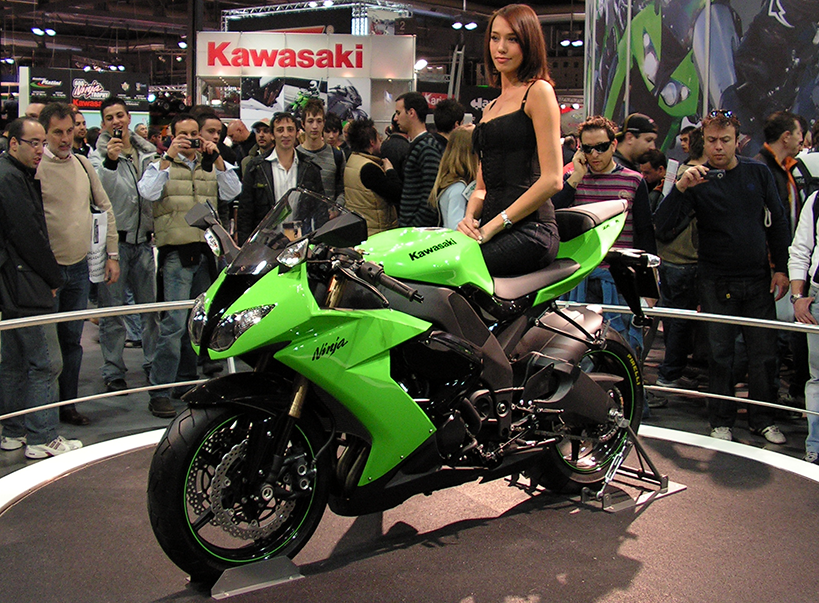
Kawasaki Ninja ZX-10 R

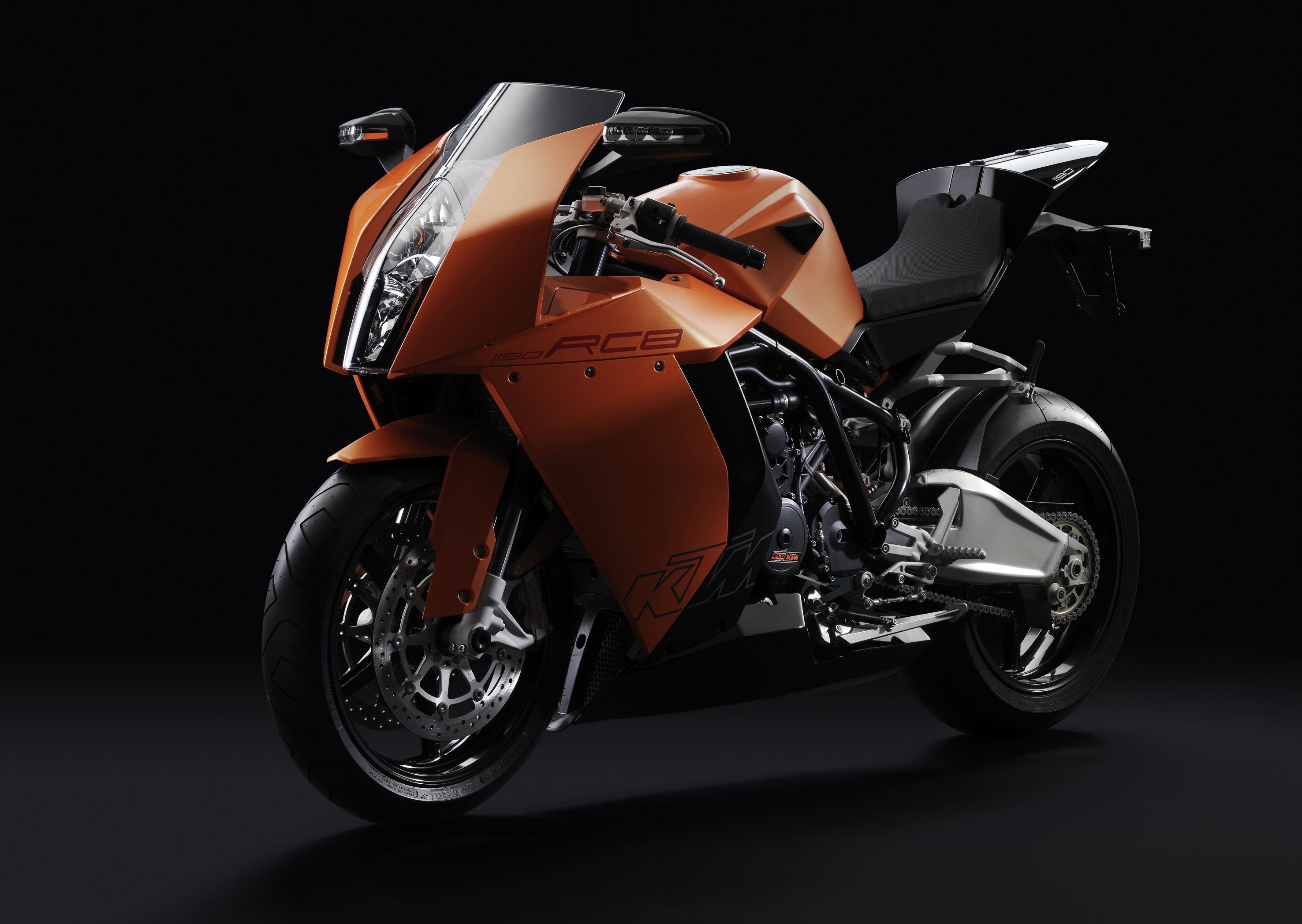
KTM 1190 RC8

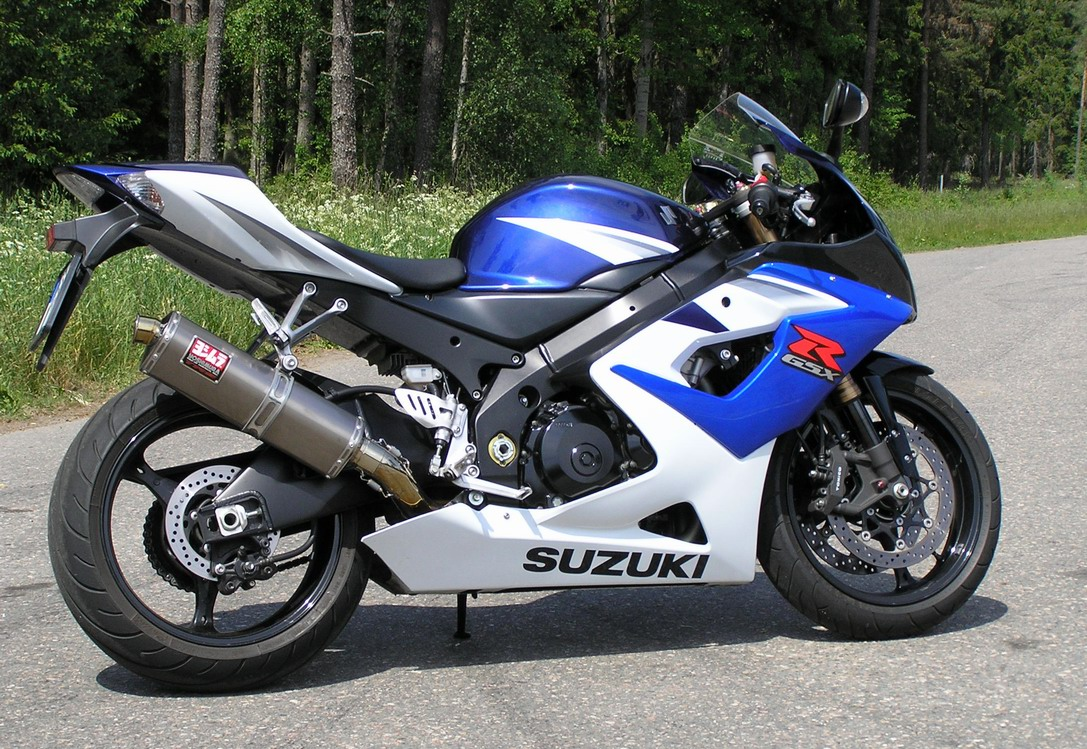
Suzuki GSX-R 1000

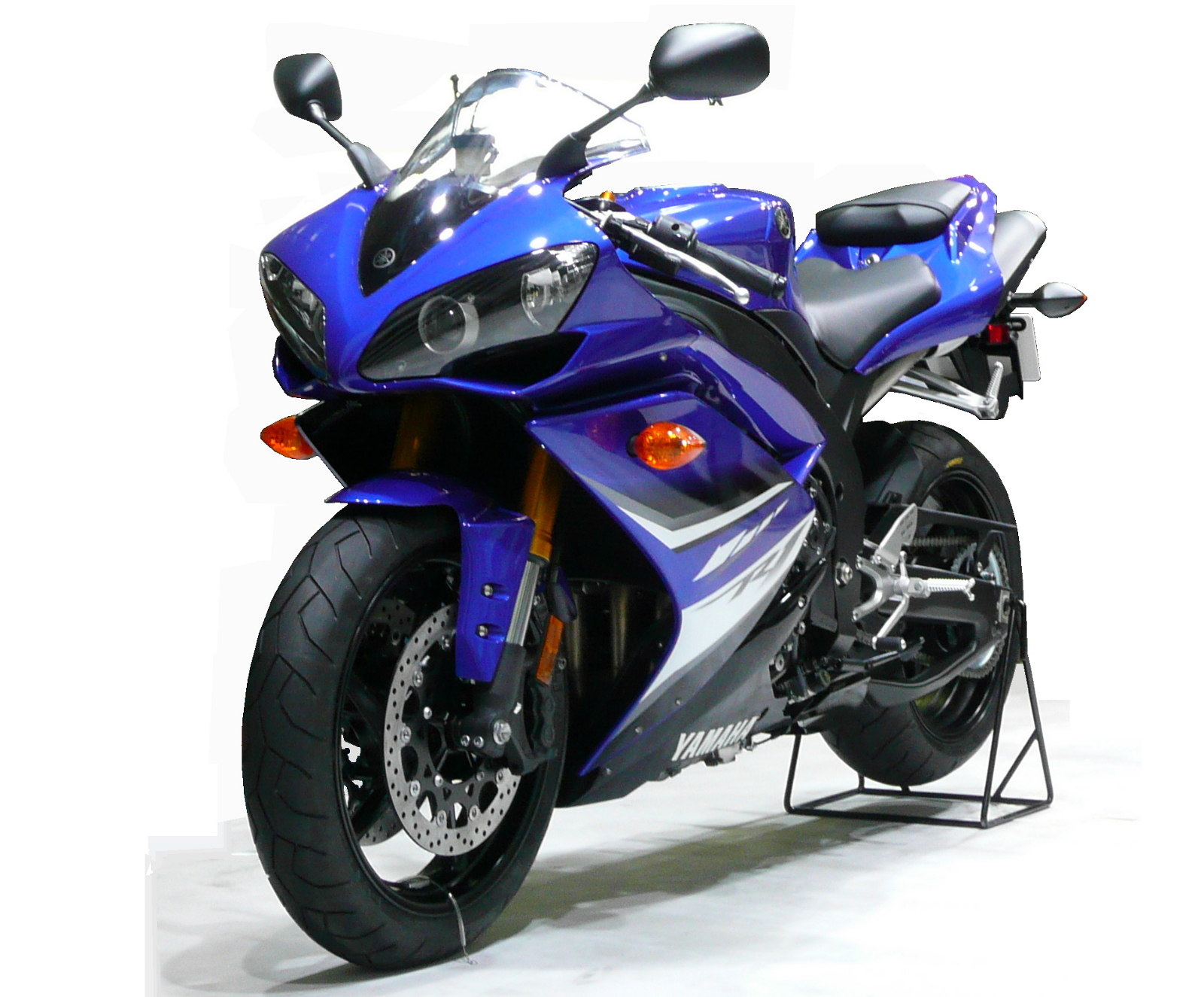
Yamaha YZF-R 1, Modelljahr 2007

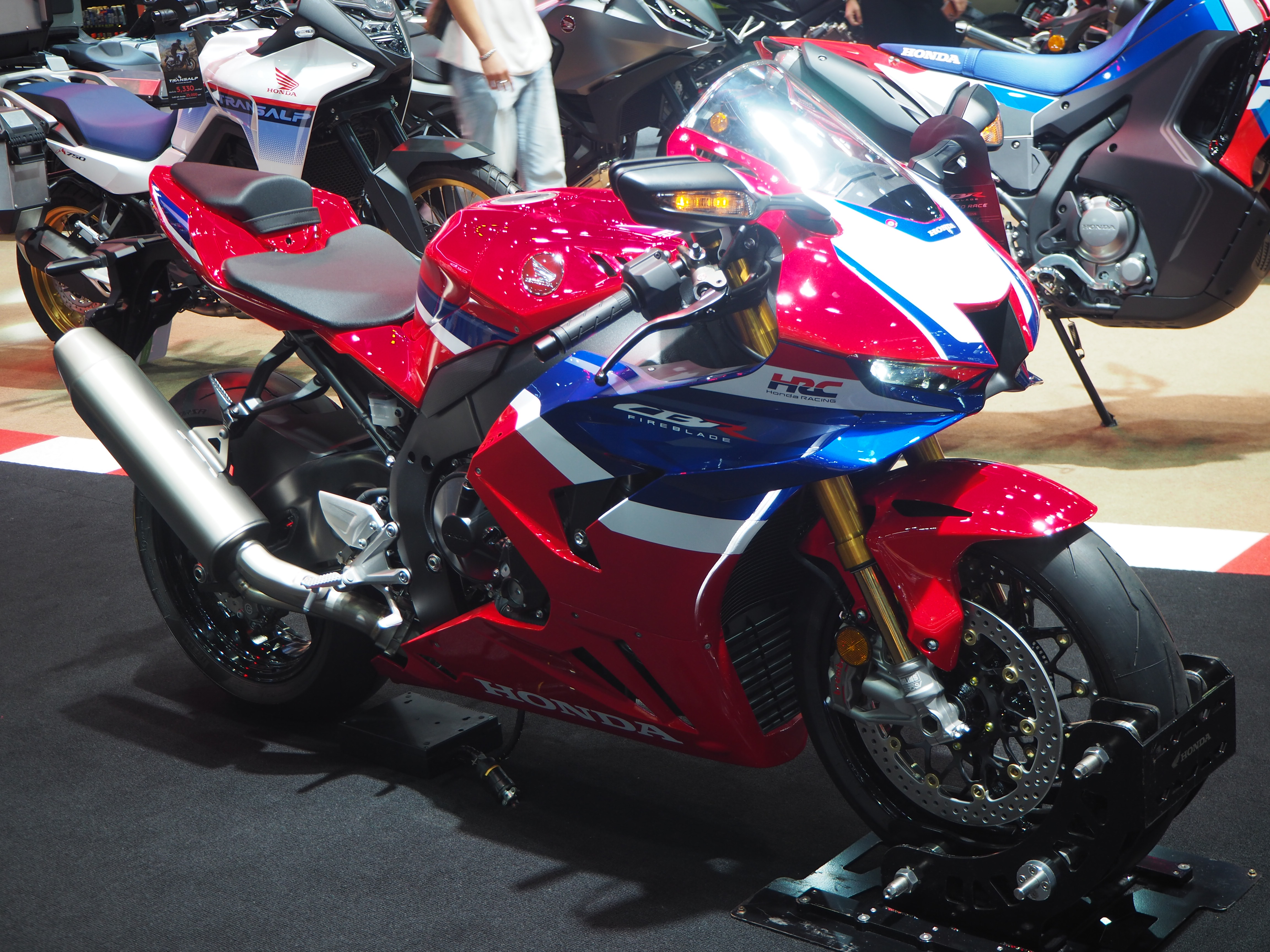
Honda CBR 1000 RR-R SP, Modelljahr 2024

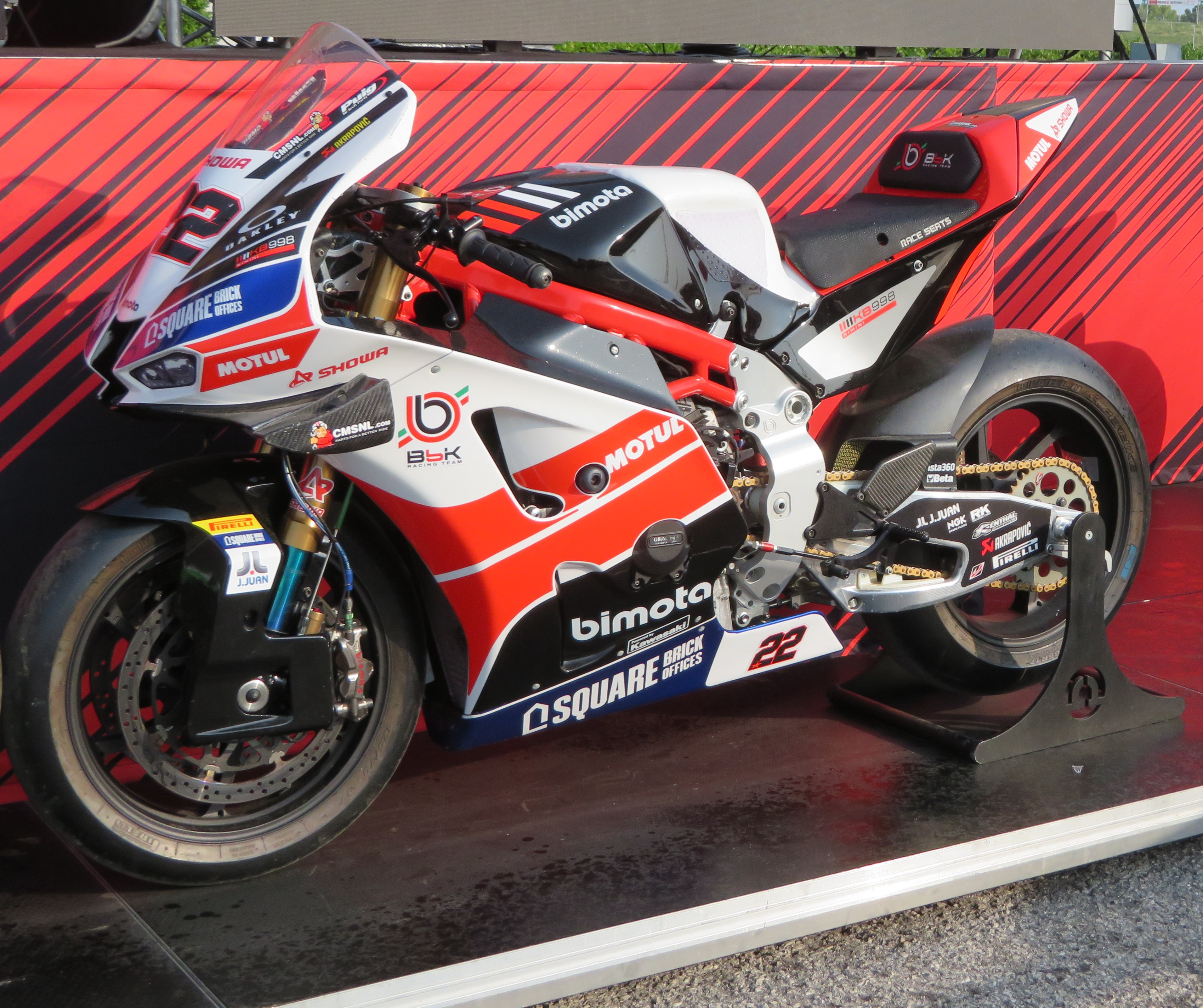
Bimota KB998 WSBK Version

Als Superbike werden Viertakt-Straßenmotorräder mit einem Hubraum von 750 cm³ bis etwa 1000 cm³ bezeichnet, die in ihren Eigenschaften hinsichtlich Fahrkomfort und Fahrleistungen, eher Rennmaschinen gleichen. Der Begriff Superbike entstand in den 1960er Jahren zuerst in den USA und bezog sich zunächst rein auf den Hubraum und die damit verfügbare Leistung.

## Geschichte
Der Ursprung der Superbikes ist eng verknüpft mit der Geschichte der gleichnamigen Weltmeisterschaft. Angefangen in den USA als „Superbike Production“ Rennen Anfang der 1970er Jahre, wurde 1976 daraus eine nationale Meisterschaft. Als Basis wurden die damals leistungsstärksten Serienmaschinen verschiedener Hersteller genommen und modifiziert. Beispiele hierfür sind die Honda CB 750 Four und VF750F, die Kawasaki Z1000 und die Suzuki GS1000. Die Maschinen leisteten im Renneinsatz etwa 140 PS. Die genutzten Motorräder wurden ohne Verkleidung und mit hohem Lenker bewegt.
Die Kawasaki Z1, die ab 1971 gebaut wurde, gilt als erstes Superbike, anfangs auch Bigbike genannt. Inspiriert auch von der CB750F von Honda, welches das erste Großserienmotorrad mit Vierzylinder-Reihenmotor war, beschloss Kawasaki, die Konkurrenz zu übertrumpfen und stellte die Z1 mit einem 900-cm³-DOHC-Reihenvierzylinder vor. Diese Konzept war so erfolgreich, dass bis zum Ende der Dekade alle anderen japanischen Hersteller die Z1-Formel übernahmen und eigene, großvolumige Vierzylinder-Maschinen herstellten. Nach und nach erhöhten alle Hersteller den Hubraum auf 1000 cm³. Mit der Kawasaki GPZ 900 R legte Kawasaki den nächsten Meilenstein in der Superbike-Liga vor. Das daraus resultierende „Wettrüsten“ der Japaner führte in den Folgejahren zu hohen Investitionen in moderne Produktionsanlagen und sorgte damit für den weitgehenden Niedergang des Motorradbaus in Europa. 
Wegweisend in Richtung sportlicherer Motorräder war die 1984 vorgestellte Suzuki GSX-R750. Sie war eine direkte Replica der Maschine, die Suzuki auf der Langstrecke einsetzte. Mit konsequetem Leichtbau, kompakten Maßen und kompromisslosem Design für die Rundstrecke war sie richtungsweisend für eine neue Generation an sportlichen Motorrädern.
Mit der Hochstufung der „Superbike Production“–Rennserie zur Superbike-Weltmeisterschaft („World Superbike“) 1988 gab es die Chance, die Superbike-Formel weltweit zu präsentieren. Die Premiere gelang und die WM stieg in den nächsten Jahren in der Publikumsgunst und in ihrer Popularität. Dafür wichtig war insbesondere, dass in der WM durchgehend Viertakt-Motoren verwendet wurden, wie sie auch als Basis in den Serienmotorrädern verwendet wurden. Mit der weiteren Entwicklung verschob sich das Erscheinungsbild der Superbikes in Richtung Supersportmotorräder. Ein Beispiel hierfür ist die 1987 vorgestellte Honda RC30, die sich deutlich in allen Belangen von den vorherigen Hondamodellen unterschied und auch als direkte Antwort auf die GSX-R750 von Suzuki zu betrachten war.
Bedingt durch eine Änderung des Hubraumreglements der Superbike-Weltmeisterschaft von 750 auf 1000 cm³ zur Saison 2004 haben fast alle heutigen Superbikes diesen Hubraum, den Motor entweder als V4 oder R4 ausgeführt. Neben den vier japanischen Herstellern Honda, Kawasaki, Suzuki und Yamaha zählen die italienischen Werke Aprilia, Bimota, Ducati und MV Agusta sowie der österreichische Hersteller KTM und BMW aus Deutschland zu den Herstellern von Superbikes. Bei den meisten Herstellern lassen sich die Motorräder mit 1000 cm³ Hubraum von den jeweiligen Rennmaschinen aus der Weltmeisterschaft ableiten oder tragen ihren Hubraum bereits im Namen, wie bspw. bei BMW mit der M 1000 RR.

## Rennsport
Nach Einführung der Superbike-Weltmeisterschaft im Jahr 1988 gewannen Superbike-Rennen rasch eine große Fangemeinde. Die Weltmeisterschaft gilt als Königsklasse für Motorräder, die auf Serienmaschinen basieren. Hingegen werden in der MotoGP-Klasse der Motorrad-Weltmeisterschaft Rennprototypen eingesetzt.
Die seriennahen Viertakter lösten in den 1990er Jahren nach und nach die 500-cm³-Zweitaktmaschinen in vielen nationalen Meisterschaften ab. Mittlerweile gibt es in vielen Ländern nationale Superbike-Meisterschaften, die bekanntesten Vertreter dabei sind die British Superbike Championship in Großbritannien, die US-amerikanische AMA Superbike Championship, die deutsche IDM Superbike sowie die JSB1000-Klasse der japanischen All Japan Road Race Championship.

## Beispiele
| - Benelli Tornado Tre 1130 - Benelli Tornado Tre 900 - Harley-Davidson VR 1000 - EBR 1190RS - Buell XBRR - Buell 1125RR - BMW HP2 Sport - BMW HP4 - MZ 1000 - Bimota SP8 - Britten V1000 - Aprilia RSV Mille - BSA Rocket 3/Triumph Trident - Ducati 851 - Ducati 916 / 996 / 998 - Ducati 999 - Ducati 1098 - Ducati 1198 - Ducati 1199 Panigale - Honda CB 750 Four - Honda RC 30 - Honda RC 45 - Honda RC 51 - Kawasaki Z1 - Kawasaki ZXR 750 - Kawasaki ZX-7 R - Kawasaki Ninja ZX-9R - Lamborghini Design 90 - Magni Australia - Mondial Piega 1000 - Norton F1 - Petronas FP1 - Triumph Daytona 955i - Voxan Boxer VB1 - Yamaha FZ 750 - Yamaha YZF 750 - Yamaha YZF-R 7 | - Aprilia RSV4 - Bimota BB3 - Bimota DB8 - Bimota DB7 - Bimota DB5 - Bimota KB 998 - BMW S 1000 RR - BMW M 1000 RR - BMW HP4 RACE - Ducati 1299 Panigale - Ducati Panigale V4 - Ducati Panigale V4S - Ducati Panigale V4R - EBR 1190RX - Honda CBR 1000 RR Fireblade - Honda CBR 1000 RR-R Fireblade SP - Kawasaki Ninja ZX-10 R - Kawasaki Ninja ZX-10 RR - KTM 1190 RC8 - KTM RC 8C - MV Agusta F4 1000 R - Suzuki GSX-R 1000 - Yamaha YZF-R 1 - Yamaha YZF-R 1 M | - Bimota KB998 - BMW M 1000 RR - Ducati Panigale V4R - Honda CBR 1000 RR-R SP - Kawasaki Ninja ZX-10 RR - Yamaha YZF-R 1 M |

## Superbike-Lenker
Mit „Superbike-Lenker“ wird ein Umbau auf einen geraden Lenker bezeichnet, der statt der meist verwendeten Stummellenker an vollverkleideten Sportmaschinen eingesetzt wird. Ziel ist ein aufrechtes und dadurch bequemeres Fahren. Dabei müssen oft die obere Gabelbrücke, die Gaszüge sowie Brems- und Kupplungsschläuche gewechselt werden, außerdem muss darauf geachtet werden, dass der Lenker nicht mit der Verkleidung kollidiert.